# Roricon de Crépon
No confundir con Reginar I Cuello-Largo (850-915)
Roricon de Crepón también Roricon el Danés (Roricus, Rorichus; apodado Cuello Largo, c. 860-916) fue un caudillo vikingo de origen danés, uno de los barones de  Rollón de Normandía, mencionado como jarl de Jutlandia. Ninguna cita se refiere a él como devastador o saqueador aunque se estableció en Crépon en Calvados. Es el primer referente de la Familia de Crépon.

## Herencia
Se casó con Thyra, hija de Siegfried de Walcheren, con quien tuvo al menos dos hijos:
- Ranulph (Ranulfus) de Crépon (c. 900-981) que se casó con la princesa Gunnor de Dinamarca. Un hijo o nieto de este matrimonio, Herfast de Crépon (Herbastus), fue el padre (o hermano según fuentes) de Gunnora de Crepon, primero concubina en more danico de Ricardo sin Miedo.[2] El hijo de Herfast, Osbern de Crépon y nieto Guillermo FitzOsbern fueron leales vasallos de Guillermo el Bastardo. Guillermo FitzOsbern participó en la batalla de Hastings donde comandó el ala izquierda de los ejércitos normandos. Ambos participaron en la conquista normanda de Inglaterra recibiendo grandes honores y prebendas.
- Ermentrude de Crépon